# Pomorski ceremonijal
Pomorski ceremonijal je skup običajnih i/ili pravilom propisanih postupaka kojima se, prije svega,  na ratnim brodovima odaju pomorske (vojne) počasti, proslavljaju državne i vojne svečanosti, izražavaju žalosti i vrše kurtoazni posjeti u domaćim i stranim lukama. Pomorske počasti izražavaju se vijanjem nacionalne (vojnopomorske) zastave, zastavnog nakita i zapovjednih (rangovnih) zastava, davanjem počasne paljbe, sviranjem glazbe, postrojavanjem posade i dočekivanja/ispraćaja na brodskom sizu, davanjem rubnog pozdrava, mimoplovom i počasnom pratnjom ratnih brodova.
Na trgovačkim brodovima također se može vršiti određeni ceremonijal, iako rjeđe i na manje formalan način nego na ratnim brodovima. Naime, pomorski ceremonijal predstavlja ustaljene običaje i postupke u pomorstvu kojima se iskazuje pozdrav i počast. Već su stari narodi Mediterana (Kartažani, Grci, Rimljani) vršili određene ceremonijale koji su bili usko vezani uz božanstva i bili su obavljani prinošenjem žrtava. U srednjem vijeku nemaju više isključivo religiozni karakter, već se razvija cjelovitiji kodeks ceremonijala na moru u kojem su istaknuti nacionalna država i vladar. Ratni brod smatran je nosiocem suvereniteta svoje zemlje, a počasti koje su bile upućene brodu smatrale su se kao da su upućene državi i njezinom vladaru. Početkom 18. stoljeća pomorske počasti postaju izraz kurtoazije i lijepog ponašanja, a sredinom 19. stoljeća pomorski ceremonijal je definitivno utvrđen kao pravilo ponašanja i postupaka u pomorstvu.
Danas je pomorski ceremonijal uglavnom ujednačen u ratnim mornaricama, a detaljna pravila propisuju se pravilima brodske službe.

## Uplovljavanje stranog ratnog broda
Običaj je da se stranim ratnim brodovima u posjetu domaćim lukama odaju posebne počasti koje utvrđuje svaka država svojim propisima. Dolazak stranog ratnog broda može biti na poziv zemlje primateljice (službeni posjet) ili na inicijativu vlade kojoj brod pripada (neslužbeni posjet).

## Počast zastavi
Ceremonijal dizanja zastave načelno je isti u svim ratnim mornaricama. Zastava na ratnom brodu diže se u 8,00 sati, a spušta se sa zalaskom sunca.

## Dolazak/ispraćaj na brodu
Ceremonijal dočeka i ispraćaja na ratnim brodovima predstavlja osobnu počast koja se odaje osobama prilikom dolaska, odnosno odlaska s broda. Ceremonijal ovisi o činu i položaju ličnosti kojima se iskazuje, a može uključivati doček na brodskom sizu, postrojavanjem brodske straže, odnosno posade, trubnim znacima ili brodskom glazbom, počasnom paljbom, isticanjem zastavnog nakita, rubnim pozdravom ili paradom.

## Zastavni nakit
Zastavni nakit ili zastavna gala svečano je isticanje zastava koje su podignute od pramca do krme broda dignutih preko svih brodskih jarbola te pramčanog i krmenog koplja. Zastavni nakit vije se u vrijeme praznika, u počast državnim poglavarima, paradama i u drugim svečanim prilikama (npr. proslava Dana ratne mornarice).
Ukrašavanje brodova zastavama u svečanim prilikama pojavilo se još u srednjem vijeku. Postojala su dva načina isticanja zastavnog nakita – francuski i engleski. Dok je u francuskoj mornarici svečano ukrašavanje zastavama vršeno isticanjem zastava koje su podizane s jednog boka preko glavnog jarbola na drugi bok, dotle su u engleskoj mornarici zastave bile isticane uzduž broda, od pramca do krme preko svih brodskih jarbola. U pomorskoj praksi je prevladao i do danas se zadržao engleski način.

## Počasna paljba
Počasna paljba ili saluti (engl. firing cannon salutes) vrsta je počasti koju odaje brod ili plovna postrojba u raznim prigodama: na svečanostima, prigodom posjeta stranim lukama i susreta sa stranim brodovima. Ova počast se daje i prigodom pogrebnog obreda. Počasne paljbe mogu biti:
- svečana počasna paljba, koja se obavlja u povodu značajnih događanja državnog ili vojnog značenja
- državna počasna paljba koja se obavlja prigodom posjeta stranim lukama
- osobna počasna paljba koja se obavlja u znak pozdrava određenim osobama
- posmrtna počasna paljba, koja se obavlja u počast umrlim i poginulim osobama.

Počasna paljba u pravilu se izvodi isključivo osobama u odori (za diplomate vrijedi diplomatska odora). Od toga se odstupa jedino kada brod posjećuju poglavari država. Općeprihvaćeno je da se počasna paljba izvodi isključivo danju (od izlaska do zalaska sunca).
Uobičajen broj hitaca za počasne paljbe osobama:
- 21 hitac poglavarima stranih država
- 19 hitaca veleposlanicima stranih država akreditiranih u zemlji boravka broda
- 17 hitaca zapovjedniku jedinice strane flote s činom admirala ili admirala flote koji ima svoju zastavu
- 15 hitaca poslanicima i opunomoćenim ministrima akreditiranih u zemlji u kojoj boravi strani brod
- 13 hitaca otpravnicima poslova stranih zemalja u zemlji službovanja
- 11 hitaca zapovjednicima jedinica strane flote u činu višeg časnika koji ima svoju zastavu ili znak
- 9 hitaca generalnim konzulima
- 7 hitaca konzulima i vicekonzulima stranih država

## Rubni pozdrav
Rubni pozdrav (engl. manning the rail) vrsta je vojne počasti i tradicionalni postupak odavanja počasti pri kojem se posada ratnog broda postrojava na gornjoj palubi, nadgrađu, zapovjednom i signalnom mostu. Tako postrojena posada počast iskazuje dizanjem kape u vis i poklikom «hura» koji se ponavlja tri puta. U Hrvatskoj ratnoj mornarici rubni pozdrav daje se Predsjedniku Republike i poglavarima stranih država i to samo kada se nalaze na brodu ili čamcu. Rubni pozdrav daje se i s broda na sidrišu i s broda u plovidbi.

## Mimoplov brodova
Mimoplov ili parada brodova, odnosno flote je pomorski ceremonijal kojim se iskazuje počast državnim poglavarima ili se obilježava svečana proslava važnih događaja državnog ili vojnog značaja. Ovakva vrsta počasti može se davati defileom brodova (mimoplov) ili se počasti odaju s brodova postrojenih na sidru prilikom prolaska osobe kojoj se odaje počast.

## Posmrtne počasti na moru
Pogreb na moru (engl. burial at sea) vrsta je ceremonijala kojim se preminuli član brodske posade sahranjuje spuštanjem tijela ili prosipanjem njegovog pepela (ako je tijelo kremirano) u more ili se prenosi s broda na kopno. Za vrijeme odvijanja ceremonijala posada se postrojava i odaje pogrebne vojne počasti.

## Poveznice
- Vojne počasti
- Diplomatski protokol
- Zastave i plamenci na hrvatskim ratnim brodovima